# Wapen van Essen (België)

Het wapen van Essen

Het wapen van Essen werd meerdere malen in vergelijkbare vorm aan de Antwerpse gemeente Essen toegekend. De eerste keer dat het wapen officieel werd toegekend was op 6 oktober 1819. Dit wapen werd nog geadviseerd door de Nederlandse Hoge Raad van Adel. Het huidige wapen werd in 1841 bekrachtigd. Ook na gemeentelijke fusies behield de gemeente Essen het wapen.

## Blazoenering
De blazoenering van het wapen van Essen luidt als volgt:
Een blaeuw veld met eenen gulden keper nederwaerts hangende, vergezeld in het opperste deel van twee zilveren ossenkoppen en in het onderste deel van eenen weer liggende op eenen witten heuvel. Den schild gedekt met eene bisschopsmuts vergezeld van twee bisschopsstaven kruyselings over elkander geplaetst, alles van goud.
Het wapen toont een blauw schild met daarop een gouden keper. Met nederwaerts hangende wordt bedoeld dat de keper verlaagd is, dus de punt raakt niet de bovenrand van het wapen. In het schildhoofd boven de keper staan twee zilveren ossenkoppen. Onder de keper ligt een zilveren ram op een zilveren ondergrond. Het wapen toont sinds 1819 een zilveren ondergrond, maar wordt in de beschrijving wit genoemd. Op het schild staat een mijter in plaats van een kroon, achter het schild twee kromstaven met de krullen naar buiten gedraaid. De mijter en kromstaven zijn allen van goud.

## Geschiedenis
De gemeente Essen kreeg op 6 oktober 1819 het wapen toegekend per Koninklijk Besluit van Willem I, koning van het Verenigd Koninkrijk der Nederlanden. Na de onafhankelijkheid van België werd het wapen op 9 december 1841 per Ministerieel Besluit in gebruik erkend. Het wapen dat gevoerd wordt is gelijk aan dat van Godfried Hermans de 44e abt van Tongerlo.
De Vlaamse Heraldische Raad heeft de gemeente verzocht het wapen te moderniseren, Essen heeft hier echter geen gehoor aan gegeven.